# Gule Wamkulu
El Gule Wamkulu es un culto secreto y una danza ritual practicada por la población Chewa en Malaui, Mozambique y Zambia. Era bailado por los miembros de la cofradía Nyau, la cual era una sociedad secreta de hombres iniciados. La sociedad chewa se caracterizaba por ser tradicionalmente matrilineal, por lo que los hombres casados tenían un papel relativamente marginal. Es por ello que el Nyau supuso un contrapeso y una solidaridad entre los hombres de varias aldeas. Actualmente, los miembros de Nyau siguen siendo los responsables de la iniciación de los jóvenes en la edad adulta, representando el Gule Wamkulu al final del proceso para celebrar la integración de los nuevos con los adultos.

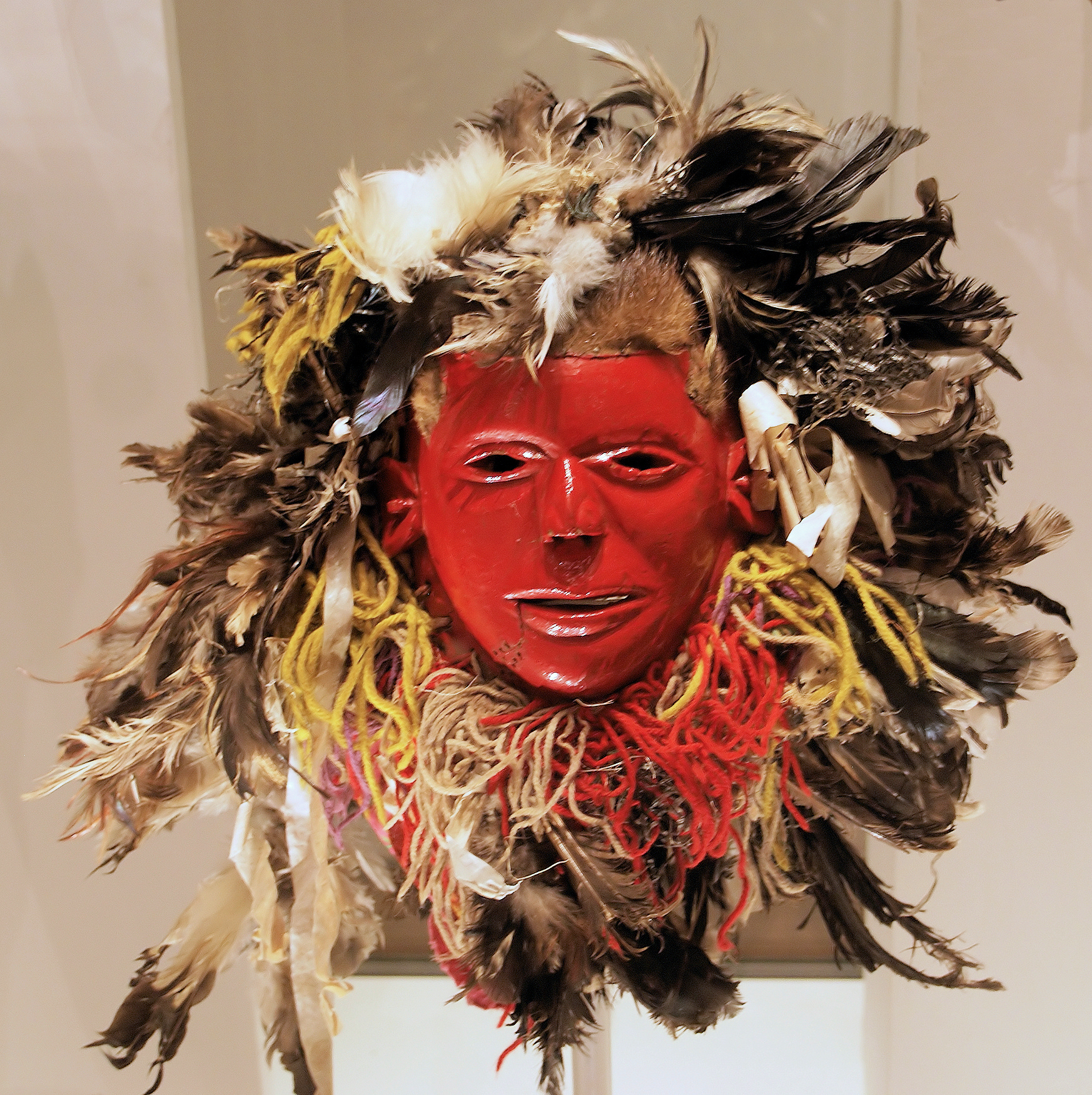
Máscara chewa

El Gule Wamkulu se celebra normalmente tras la temporada de cosecha de julio, aunque también se representa en bodas, funerales y con motivo de la entrada en funciones o la muerte de un jefe. Los bailarines Nyau llevan trajes y máscaras de madera y paja, representando personajes como animales salvajes, espíritus de los muertos y de los negreros y personajes más recientes como el "Honda" o el "helicóptero". Cada personaje desempeña el papel de alguien, a menudo malvado, que ilustra la mala conducta y sirve para enseñar al público valores morales y sociales. Los bailarines danzan enérgicamente entreteniendo y asustando al público como representantes del mundo de los espíritus y de los muertos.
El Gule Wamkulu tiene su origen en el gran Imperio Chewa del siglo XVII y ha conseguido sobrevivir hasta nuestros días a pesar de los esfuerzos de los misioneros cristianos y los colonos para abolirlo. Sin embargo, se han ido adoptando algunos aspectos de cristianismo: los hombres chewa tienden a ser miembros de una iglesia cristiana y también de una sociedad Nyau. 
En los últimos tiempos este ritual está siendo relegado a una simple diversión para el turismo, con la consecuente pérdida de su función y significado originales.
La Unesco proclamó al Gule Wamkulu en 2005 como Patrimonio Cultural Inmaterial de la Humanidad, inscribiéndolo en la Lista Representativa en 2008.